# Blumenfeld-tegengambiet
Het Blumenfeld-tegengambiet is in de opening van een schaakpartij een variant in de schaakopening Ben-Oni en het begint met de zetten: 1.d4 Pf6 2.c4 e6 3.Pf3 c5 4.d5 b5 met de ECO-code E10. Deze variant is ingedeeld bij de halfgesloten spelen. De Russische schaker Benjamin Blumenfeld (1884-1947) analyseerde het gambiet.
Externe link
- (en) Partijen www.chessgames.com